# ريان عبد الله الموصلي
ريان عبد الله، الموصلي العراقي مصمم للشعارات باستخدام الكومبيوتر في ألمانيا. حدث شعار ألمانيا ليكون أكثر وضوحاً، كما صمم شعارات ولافتات لشركة فولكس فاغن ووعدّل شعار "أودي"، وصمم شعار سيارة بوغاتي. كما أشرف على جميع تصميمات شركة خطوط النقل العام والقطارات (BVG) ووسائل الإرشاد والإيضاح فيها والتي يمكن مشاهدتها تحت الأرض في محطات المترو في برلين وألمانيا. وصمم شعار خطوط مترو أنفاق دبي بالإمارات العربية المتحدة.
البروفيسور ريان عبد الله هو عميد كلية الفنون الجميلة في لايبزك الألمانية وعميد ومؤسس كلية الفنون الجميلة في الجامعة الألمانية في القاهرة.
ولد ريان عبد الله في محلة رأس الكور عام 1957م، قضى طفولته وشبابه في أحياء الموصل، وصل إلى ألمانيا سنة 1980، متزوج ولديه ولد عمره 26 عاما. أنهى دراسته للبكالوريوس والماجستير في برلين متخصصا في (التصميم بمساعدة الحاسوب) ودرس (التربية الفنية) و(التفاهم البصري بواسطة الكومبيوتر) بعدها عمل كأستاذ في التصميم في أكاديمية الفنون الجميلة في مدينة لايبزخ ويدرس في جامعة ثانية هي جامعة (الهوية الذاتية). وهو عميد سابق ومؤسس لكلية الفنون الجميلة في الجامعة الألمانية في القاهرة. ساهم في تأسيس المعهد الثقافي العربي في برلين مع المفخرة الموصلية الدكتور نزار محمود، وقد تعرف عليه من خلال الفنان المبدع المتعدد المواهب طلال إسماعيل الذي شجعه كثيراً في تناول سيرته وتقديمها هدية لأبناء مدينته الموصل.

## التعليم
- 1975-1978 المدرسة الثانوية الفنية في الموصل / العراق
- 1978-1980 زيارة دراسية في رومانيا
- 1982-1984 دراسات في جامعة الفنون في برلين، قسم التربية الفنية
- 1984-1989 دراسات في جامعة الفنون في برلين، قسم التواصل البصري مع الاستاذ كابيتسكي
- 1989 تخرج دبلوم، موضوع الاطروحة: التيبوغرافيا العربية
- 1990 تخرج ماجستير، موضوع الاطروحة:الخط العربي والتيبوغرافيا
- 1991 طالب شرف باطروحة: تطوير وتصميم خطوط عربية جديدة

## الخبرات المهنية
- 1990-1992 مصمم في مركز التصميم " Hoch Drei " في برلين.
- 1991 إعداد أطروحة حصلت على مرتبة الشرف والموسومة: تصميم الطباعة العربية الحديثة وتطويرها.
- 1993-2001 مصمم في برلين Verein Lette عن الطباعة
- 1993-2001 مصمم في مركز ميتا ديزاين في برلين وإدارة مشروعات هيئة النقل في برلين ومشروع المشرق
- 1995-2000 كبير المصممين لعدة مشاريع في شركة ميتا ديزاين، من بينها تصميم شركات فولكس واجن وبوجاتي
- 2000 خبير مستقل لتصميم الشركات
- 2001 حصل على مرتبة أستاذ الطباعة في أكاديمية الفنون البصرية في لايبزيخ، ألمانيا
- 2001 أنشاء وكالة تصميم "Markenbau"
- 2004 أنشاء شركة تشكيل " Schokozeit AG" في مدينة لايبزيخ – ألمانيا.
- 2005 العميد المؤسس لكلية الفنون في الجامعة الألمانية بالقاهرة[بحاجة لمصدر]
- 2005-2007 أول عميد لكلية الفنون في الجامعة الألمانية في القاهرة

## المطبوعات
بين 1993-2010 كان قد نشر العديد من المقالات والبحوث العلمية المتخصصة في مجلات دولية حول عدة مواضيع تتعلق بالفن العربي عبر التاريخ والحداثة وعن شركات التصميم والرموز والرسوم التوضيحية والفهم البصري وغيرهم.
- Pictograms, Icons and Signs
- Corporate Design
- Art Calligraphique Arabe
- Arabische Schriftkunst
- Formulare, Von der Wiege bis zur Bahre Formulare, Formulare!
- Sign and Icon and Pictogram
- Piktogramme und Icons
- Among other articles and
- بين مقالات ومنشورات أخرى

## مساهماته ومحاضراته

### الأنشطة التعليمية
أقام العديد من الندوات والأنشطة التعليمية في مدن عالمية متعددة، منها:
بغداد - برلين– القاهرة – دمشق – لايبزيخ – مراكش – بوتسدام (ألمانيا) – الرباط – بكين – لندن - أولان باتور (منغوليا) – بيروت – عمان – الكويت.

### المعارض
أقام العديد من المعارض العالمية، منها:
- 1993 الطباعة العربية، ميونخ - ألمانيا.
- 1998 نقل التصميم في برلين – ألمانيا.
- 1998 التصميم في معهد غوته في مراكش، المغرب.
- 1994 الانتخابات الأوروبية في برلين
- 1995 الخط العربي مع ورشة عمل.
- 1996 تحطيم المعتقدات التقليدية في الإسلام، دوسلدورف – ألمانيا.
- 1997 تصميم شركات النقل في بوتسدام.
- 1998 الطباعة العربية في معهد غوته في مراكش، المغرب.

### المنشورات
نشر خلال الفترة 1993-2010 العديد من البحوث العلمية التخصصية المنشورة في دوريات عالمية في مواضيع متعددة تتعلق بالفن العربي عبر التاريخ، والحداثة، وتصميم الشركات، والرموز، والصور التوضيحية، والتفاهم البصري،...وغيرها

## روابط خارجية
- الموقع الشخصي
- لقاء معه على قناة العربية
- محاضرته في مؤتمر تيدكس بغداد
- مقالة عنه في  موقع معهد غوته
- لقاء على قناة التغيير